# Opel 8/40 PS
L’Opel 8/40 PS est une voiture de la catégorie familiale routière construite par Opel de 1928 à 1930 pour succéder au modèle 7/34 PS.

## Technologie
Le moteur était un moteur six cylindres d’une cylindrée de 1 916 cm³ qui produisait 40 ch (29 kW) à 3 600 tr/min. La vitesse maximale de la voiture était de 90 km/h.
Comme sa prédécesseur, la voiture était disponible d’usine avec un châssis de 720 kg, en voiture de tourisme ou en berline de 1 170 kg sur un châssis d’un empattement de 2 880 mm. Il existe également un roadster, un coupé et un cabriolet sur un châssis plus court d’un empattement de 2 750 mm. Des carrosseries supplémentaires étaient encore disponibles auprès des carrosseries Otto Kühn sur demande du client.
La puissance du moteur était transmise à l’essieu arrière via une boîte de vitesses manuelle à trois vitesses avec levier de vitesse au centre. Le frein actionnait les tambours sur les quatre roues via des câbles, tandis que le frein à main agissait sur l’arbre à cardan.

## Transition vers le cadre bas
Les berlines furent fondamentalement révisées début 1929. Leurs carrosseries sont devenues légèrement plus longues, mais l’empattement est resté le même. Le changement technique le plus important a toutefois été le passage d’un cadre haut traditionnel à un cadre bas, dont les longerons se trouvaient directement sous les essieux. La concurrente la plus importante de l’Opel de la catégorie des familiales routières était l’Adler Standard 6, qui n’était équipée d’un châssis bas qu’à partir de 1933.

## Successeur et nombre d’unités
Fin 1930, la construction de la 8/40 PS est arrêtée; son successeur est le modèle 1,8 L. Avec sa prédécesseur, la 7/34 PS, 20.580 exemplaires ont été créés en près de trois ans. Cela a fait d’Opel l’un des plus grands constructeurs de voitures de la catégorie des familiales routières en Allemagne dans les années 1920.